# Hatuarji
Chattuarii ali slovensko Hatuarji (tudi: Hattuarii, Chattwari, Chasuarii, Hasuarii, Chasuarii, Kasuarii in Attuarii; (latinsko Attuarii) in Atthuarii; (grško Χαττουάριοι) Chattouarioi; stara angleščina Hetware) je bilo rensko-wesersko germansko pleme, ki se je prvotno naselilo v severnem Hessnu ob rekah Eder in Fulda, vendar so se v prvih stoletjih našega štetja preselili na območje spodnje reke Ruhr, reke|Lippe in območje Münsterlanda. Ime reke »Hetter« in nekatera imena mest, kot je Hattingen, nas še danes spominjajo nanje. Bili so sosedje plemen Brukterjev in Hamavov ter so se v 4. stoletju združili s temi in drugimi plemeni, da bi oblikovali plemensko zvezo Renskih Frankov.
Po njiju sta bila poimenovana Hattuarien, srednjeveška grofija v Frankovskem cesarstvu in Svetem rimskem cesarstvu, ter Pagus Attoriensis, zgodnjesrednjeveški kanton v Burgundiji.

## Posamezne reference
1. ↑  »Internet-Portal Westfälische Geschichte«. Landschaftsverband Westfalen-Lippe.